# Finnsæter
Finnsæter est une localité du comté de Troms, en Norvège.

## Géographie
Administrativement, Finnsæter fait partie de la kommune de Berg.